# Ľuboš Čikel
Ľuboš Čikel (ur. 4 grudnia 1975) – austriacki zapaśnik słowackiego pochodzenia. Walczy w stylu wolnym. Od 2003 w barwach Austrii. Olimpijczyk z Aten 2004, gdzie zajął ósme miejsce w kategorii 60 kg. Dwukrotny uczestnik mistrzostw świata; osiemnasty w 1997 i siódmy w 2003. Ósme miejsce na mistrzostwach Europy w 1992 roku.
- Turniej w Atenach 2004

Pokonał Uzbeka Damira Zachartdinowa i przegrał z Japończykiem Kenji Inoue i Południowokoreańczykiem Jeongiem Yeong-ho